# 유영선 (아나운서)
유영선(1978년 12월 13일 ~ )은 대한민국의 아나운서다.